# Louis Panico
Louis Panico (* 21. Juli 1898 in Neapel, Italien; † 29. Juli 1986 in Melrose Park, Illinois, USA) war ein italo-amerikanischer Jazz-Kornettist.

## Leben und Wirken
In Neapel studierte er Trompete bei Raffaele Toscano, dem ersten Trompeter des San-Carlo-Theaterorchesters. Nachdem er im Alter von 12 Jahren in die USA gekommen war, begann er Anfang der 1920er Jahre, Tanz- und Jazzmusik zu spielen. Unter dem Einfluss des New-Orleans-Kornettisten Joe King Oliver kam er dazu, in seine Jazz-Soli neue, originell klingende Effekte einzubauen, die er – wie Oliver – mit verschiedensten Dämpfern erzielte. So wurde er berühmt für seine „lachende Trompete“. In seiner  Schrift „The Novelty Cornetist“ (Forster Music, Chicago 1923/4) beschrieb er plastisch sein Spiel. Dies ist damit auch eine der ersten schriftlichen Anleitungen, wie ein Jazz-Solo zu gestalten ist.
Panico ist mit Oliver und Bubber Miley, der bei Duke Ellington spielte, einer der Pioniere der Spielweise mit „gestopfter“ Trompete.
Einem breiteren Publikum bekannt wurde er durch seine Mitarbeit im Orchester von Isham Jones, in dem er in vielen Soli herausgestellt wurde. Mit Louis Armstrong, dem er in einem „cutting contest“ (eine Art musikalisches Wettspielen, wie es in den 1920er Jahren unter Jazzern üblich war, um festzustellen, wer der bessere war) unterlag, verband ihn eine enge Freundschaft; unter Armstrongs Einfluss entwickelte sich sein Stil weiter.
Anfang der 1930er Jahre leitete er eigene Bands, unter anderem mit dem Klarinettisten Rod Cless, der auch mit Bix Beiderbecke gespielt hatte. Berühmt war Panico für seine Version des „Wabash Blues“.
Seine Tricks mit diversen Dämpfern werden heute noch auf verschiedenen Webseiten von Trompetern und Kornettisten besprochen (siehe z. B. www.trumpetherald.com, passim).